# Gare de Sleidinge
La gare de Sleidinge  est une gare ferroviaire belge de la ligne 58, de Gand à Eeklo, située à Sleidinge section de la commune d'Evergem, dans la province de Flandre-Orientale en région flamande.
Elle est mise en service en 1861 par la Compagnie du chemin de fer de Gand à Eecloo. C'est une halte ferroviaire de la Société nationale des chemins de fer belges (SNCB) desservie par des trains Suburbains (S) de la ligne S51 du réseau S Gantois.

## Situation ferroviaire
Établie à 7 m d'altitude, la gare de Sleidinge est située au point kilométrique (PK) 14,072 de la ligne 58, de Gand à Eeklo, entre les gares ouvertes d'Evergem et de Waarschoot.

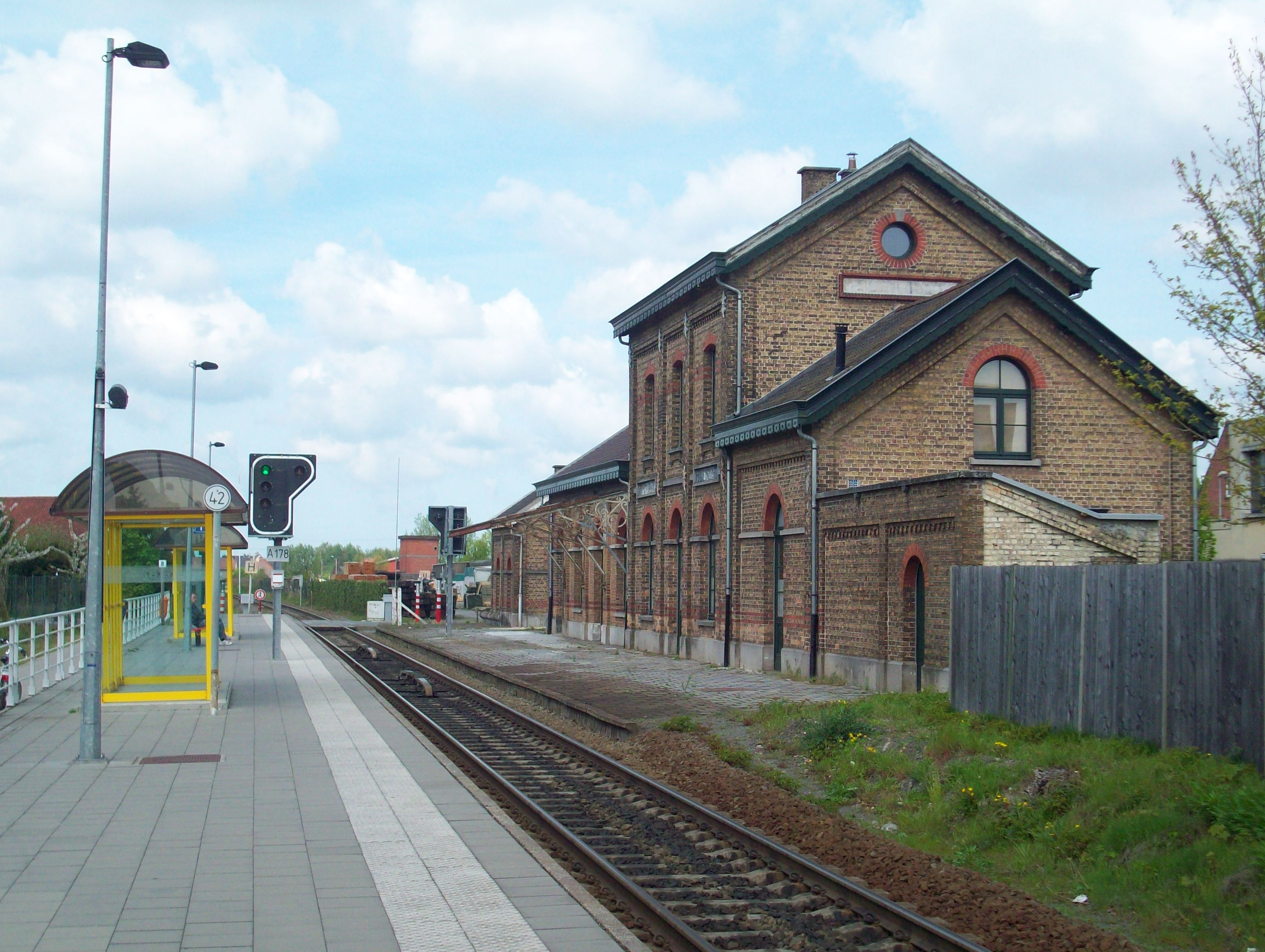
Intérieur de la gare.

## Histoire
La station de Sleidinge est mise en service par la Compagnie du chemin de fer de Gand à Eecloo, lorsqu'elle ouvre à l'exploitation son chemin de fer de Gand à Eecloo le 25 juin 1861.
En 1911, les Chemins de fer de l'État belge, qui ont repris la Compagnie de Gand à Eecloo en 1895, construisirent un nouveau bâtiment de gare, de type 1895 ; ce bâtiment existe toujours mais n’accueille plus les voyageurs ; il a été reconverti en habitation.

## Service des voyageurs

### Accueil
Halte SNCB, c'est un point d'arrêt non géré (PANG), à accès libre.

### Desserte
Sleidinge est desservie par des trains Suburbains (S) de la SNCB, qui effectuent des missions sur la ligne 58 (Gand - Eeklo) (voir brochure SNCB).
En semaine, la gare est desservie, toutes les heures, par des trains S51 reliant Eeklo à Renaix via Gand et Audenarde, renforcés par des trains S51 d’heure de pointe reliant Eeklo à Gand-Saint-Pierre (une paire dans le matin, une autre l’après-midi).
Les week-ends et jours fériés, la desserte est composée de trains S51, toutes les heures, entre Eeklo et Renaix.

### Intermodalité
Un parc pour les vélos y est aménagé. Le stationnement des véhicules est possible à proximité.

## Comptage voyageurs
Ce graphique et tableau montre le nombre de voyageurs embarquant en moyenne durant la semaine, le samedi et le dimanche.
| Nombre de passagers qui embarquent à la gare de Sleidinge | Nombre de passagers qui embarquent à la gare de Sleidinge | Nombre de passagers qui embarquent à la gare de Sleidinge | Nombre de passagers qui embarquent à la gare de Sleidinge |
|                                                           | Semaine                                                   | Samedi                                                    | Dimanche                                                  |
| --------------------------------------------------------- | --------------------------------------------------------- | --------------------------------------------------------- | --------------------------------------------------------- |
| 1977                                                      | 157                                                       | -                                                         | -                                                         |
| 1978                                                      | 173                                                       | -                                                         | -                                                         |
| 1979                                                      | 173                                                       | -                                                         | -                                                         |
| 1980                                                      | 170                                                       | -                                                         | -                                                         |
| 1981                                                      | 161                                                       | -                                                         | -                                                         |
| 1982                                                      | 181                                                       | -                                                         | -                                                         |
| 1983                                                      | 193                                                       | -                                                         | -                                                         |
| 1984                                                      | -                                                         | -                                                         | -                                                         |
| 1985                                                      | -                                                         | -                                                         | -                                                         |
| 1986                                                      | -                                                         | -                                                         | -                                                         |
| 1987                                                      | -                                                         | -                                                         | -                                                         |
| 1988                                                      | 110                                                       | 21                                                        | 23                                                        |
| 1989                                                      | 139                                                       | 25                                                        | 17                                                        |
| 1990                                                      | 93                                                        | 10                                                        | 14                                                        |
| 1991                                                      | 97                                                        | 31                                                        | 25                                                        |
| 1992                                                      | 139                                                       | 37                                                        | 28                                                        |
| 1993                                                      | 87                                                        | 61                                                        | 43                                                        |
| 1994                                                      | 118                                                       | 29                                                        | 18                                                        |
| 1995                                                      | 128                                                       | 31                                                        | 30                                                        |
| 1996                                                      | 137                                                       | 40                                                        | 22                                                        |
| 1997                                                      | 153                                                       | 26                                                        | 41                                                        |
| 1998                                                      | 189                                                       | 30                                                        | 22                                                        |
| 1999                                                      | 188                                                       | 23                                                        | 36                                                        |
| 2000                                                      | 260                                                       | 32                                                        | 38                                                        |
| 2001                                                      | 171                                                       | 28                                                        | 14                                                        |
| 2002                                                      | 210                                                       | 32                                                        | 45                                                        |
| 2003                                                      | 196                                                       | 42                                                        | 38                                                        |
| 2004                                                      | 219                                                       | 35                                                        | 40                                                        |
| 2005                                                      | 218                                                       | 44                                                        | 27                                                        |
| 2006                                                      | 243                                                       | 53                                                        | 38                                                        |
| 2007                                                      | 218                                                       | 26                                                        | 8                                                         |
| 2008                                                      | -                                                         | -                                                         | -                                                         |
| 2009                                                      | 255                                                       | 34                                                        | 29                                                        |
| 2010                                                      | -                                                         | -                                                         | -                                                         |
| 2011                                                      | -                                                         | -                                                         | -                                                         |
| 2012                                                      | 260                                                       | 50                                                        | 44                                                        |
| 2013                                                      | 248                                                       | 36                                                        | 38                                                        |
| 2014                                                      | 231                                                       | 49                                                        | 45                                                        |
| 2015                                                      | 184                                                       | 34                                                        | 19                                                        |
| 2016                                                      | 205                                                       | 40                                                        | 27                                                        |
| 2017                                                      | 187                                                       | 42                                                        | 29                                                        |
| 2018                                                      | 224                                                       | 80                                                        | 72                                                        |
| 2019                                                      | 269                                                       | 62                                                        | 42                                                        |
| 2020                                                      | 180                                                       | 54                                                        | 27                                                        |
| 2021                                                      | -                                                         | -                                                         | -                                                         |
| 2022                                                      | 267                                                       | 64                                                        | 49                                                        |
| 2023                                                      | 284                                                       | 61                                                        | 50                                                        |
| 2024                                                      | 222                                                       | 61                                                        | 49                                                        |